# Толтой (сельское поселение)
Се́льское поселе́ние «Толтой» (бур. Толтойн hомон) — муниципальное образование в Тункинском районе Бурятии Российской Федерации.
Административный центр — улус Хурай-Хобок.

## История
Статус и границы сельского поселения установлены законом Республики Бурятия от 31 декабря 2004 года № 985-III «Об установлении границ, образовании и наделении статусом муниципальных образований в Республике Бурятия»

## Население
| 2002 | 2011  | 2012 | 2013 | 2014 | 2015 | 2016 |
| ---- | ----- | ---- | ---- | ---- | ---- | ---- |
| 1101 | ↘1006 | ↘979 | ↘967 | ↘949 | ↘941 | ↘930 |
| 2017 | 2018  | 2019 | 2020 | 2021 | 2023 | 2024 |
| ↘895 | ↘860  | ↘842 | ↘836 | ↗937 | ↗957 | ↘938 |

## Состав сельского поселения
| № | Населённый пункт | Тип населённого пункта       | Население |
| - | ---------------- | ---------------------------- | --------- |
| 1 | Тагархай         | улус                         | ↘382      |
| 2 | Хурай-Хобок      | улус, административный центр | ↘630      |